# Mawana
Mawana ist eine Stadt im indischen Bundesstaat Uttar Pradesh.
Die Stadt ist Teil des Distrikts Meerut. Mawana hat den Status eines Nagar Palika Parishad und ist in 25 Wards (Wahlkreise) gegliedert. Mawana hatte am Stichtag der Volkszählung 2011 81.443 Einwohner, von denen 43.029 Männer und 38.414 Frauen waren.